# Derby de démolition
Pour les articles homonymes, voir Demolition derby.

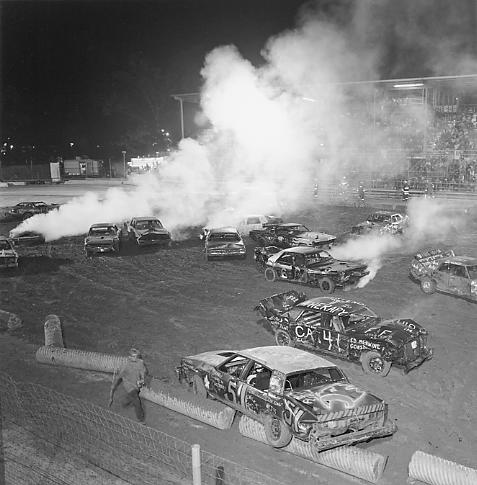
Derby de démolition aux États-Unis.

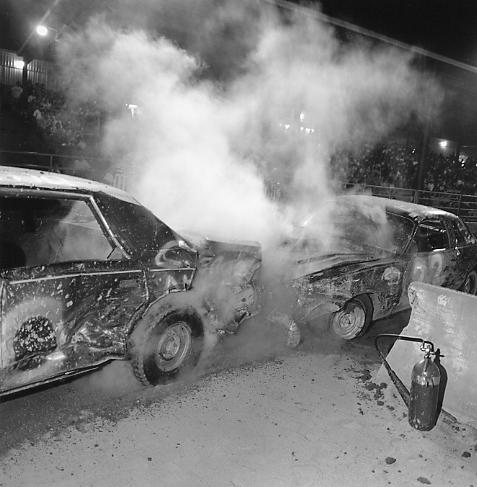
Derby de démolition aux États-Unis.

Un derby de démolition (ou demolition derby en anglais) est une rencontre sportive au cours de laquelle les concurrents se heurtent volontairement avec de vieux véhicules automobiles. 

## Présentation
Un derby de démolition est un ensemble de courses automobiles où l’on détruit des véhicules usagés et déjà endommagés. C'est un jeu de stock-car pur, dans lequel la course passe au second plan derrière l'action.
Les participants s’inscrivent quelques semaines à l’avance et obtiennent un numéro qui permet de les identifier lors de la course, ce numéro devant être inscrit sur chacun des côtés de leur voiture.
Les concurrents doivent se présenter sur la piste, stationner leur véhicule selon les règles et l’immobiliser jusqu’au signal de l’arbitre. Dès lors, la course commence, les coureurs doivent respecter certains règlements sous peine de disqualification. La voiture gagnante est celle qui donne le dernier coup.
Souvent trois prix sont remis à la fin de la course et du spectacle :
- le 1er prix revient au gagnant de la course
- le 2e prix revient au dernier participant éliminé durant la course
- le prix du meilleur "spectacle" ou "show" revient à celui qui durant la course a impressionné et enthousiasmé le plus le public.

## Dans les jeux vidéo
Le derby de démolition constitue la base de plusieurs jeux vidéo tels Demolition Racer ou la série des Destruction Derby, plus récemment, le jeu vidéo Race Driver: GRID propose un mode de jeu se rapprochant du principe du derby de démolition en l'assimilant à du stock-car.
Encore plus récemment, le jeu Wreckfest propose un mode derby de démolition en plus d´un mode "Banger racing".